# Meg Montão
Margareth Lobo Montão, a Meg (São Paulo, 19 de julho de 1971) é uma handebolista brasileira que atuou como armadora. Integrou a seleção brasileira em duas olimpíadas.
Meg Montão foi Miss Pará em 1993. No concurso de Miss Brasil foi a sétima colocada. Participou do Rainha das Rainhas do Carnaval de Belém em 1993, onde foi 1ª princesa, além de se tornar a primeira rainha negra a participar do concurso naquela ocasião.
É formada em nutrição e, depois de encerrar a carreira de atleta, passou a trabalhar com nutrição esportiva.

## Trajetória esportiva
Começou a jogar handebol aos 16 anos, mas demorou a se dedicar exclusivamente ao esporte, uma vez que, paralelamente, exercia a profissão de modelo. A carreira no handebol começou, efetivamente, em 1995, jogando na Metodista em São Bernardo do Campo. Na mesma temporada, chegou à seleção brasileira, onde permaneceu por dez anos e se consolidou como a melhor de todos os tempos.
Jogou pelas equipes  Osasco/Fito/Unicel, Mauá, São Gonçalo e Metodista. No total, foram dez temporadas jogando pela Metodista, onde encerrou a carreira, em dezembro de 2010.
Conquistou a medalha de ouro nos Jogos Pan-Americanos de 1999 em Winnipeg, e de 2003 em Santo Domingo.
Fez parte da seleção brasileira feminina que pela primeira vez disputou os Jogos Olímpicos, em Sydney, em 2000. Foi também aos Jogos Olímpicos de 2004, em Atenas.